# Saint-Forgeux-Lespinasse
Pour les articles homonymes, voir Lespinasse.
Saint-Forgeux-Lespinasse est une commune française située dans le département de la Loire, en région Auvergne-Rhône-Alpes.

## Géographie
Située au nord du département de la Loire, une partie de son territoire est recouvert par la forêt de Lespinasse. Elle est traversée par la célèbre route Nationale 7. Elle est desservie par la ligne 12 Roanne-Saint-Martin-d'Estréaux des transports interurbains de la Loire. Roanne est à 27 kilomètres et Ambierle à 6 km.La commune est traversée par la rivière Teysonne, affluent de la Loire.
_

### Climat
Pour des articles plus généraux, voir Climat d'Auvergne-Rhône-Alpes et Climat de la Loire.
En 2010, le climat de la commune est de type climat océanique dégradé des plaines du Centre et du Nord, selon une étude du Centre national de la recherche scientifique s'appuyant sur une série de données couvrant la période 1971-2000. En 2020, Météo-France publie une typologie des climats de la France métropolitaine dans laquelle la commune est exposée à un climat de montagne ou de marges de montagne et est dans la région climatique Centre et contreforts nord du Massif Central, caractérisée par un air sec en été et un bon ensoleillement.
Pour la période 1971-2000, la température annuelle moyenne est de 10,8 °C, avec une amplitude thermique annuelle de 16,5 °C. Le cumul annuel moyen de précipitations est de 771 mm, avec 10,3 jours de précipitations en janvier et 6,7 jours en juillet. Pour la période 1991-2020, la température moyenne annuelle observée sur la station météorologique de Météo-France la plus proche, « Roanne-Riorges_aéro », sur la commune de Saint-Léger-sur-Roanne à 11 km à vol d'oiseau, est de 11,8 °C et le cumul annuel moyen de précipitations est de 668,1 mm,. Pour l'avenir, les paramètres climatiques de la commune estimés pour 2050 selon différents scénarios d'émission de gaz à effet de serre sont consultables sur un site dédié publié par Météo-France en novembre 2022.

## Urbanisme

### Typologie
Au 1er janvier 2024, Saint-Forgeux-Lespinasse est catégorisée commune rurale à habitat dispersé, selon la nouvelle grille communale de densité à sept niveaux définie par l'Insee en 2022.
Elle est située hors unité urbaine. Par ailleurs la commune fait partie de l'aire d'attraction de Roanne, dont elle est une commune de la couronne,. Cette aire, qui regroupe 88 communes, est catégorisée dans les aires de 50 000 à moins de 200 000 habitants,.

### Occupation des sols
L'occupation des sols de la commune, telle qu'elle ressort de la base de données européenne d’occupation biophysique des sols Corine Land Cover (CLC), est marquée par l'importance des territoires agricoles (89,6 % en 2018), une proportion sensiblement équivalente à celle de 1990 (90,2 %). La répartition détaillée en 2018 est la suivante : 
prairies (64,8 %), zones agricoles hétérogènes (23,5 %), forêts (7,9 %), zones urbanisées (2,5 %), terres arables (1,2 %). L'évolution de l’occupation des sols de la commune et de ses infrastructures peut être observée sur les différentes représentations cartographiques du territoire : la carte de Cassini (XVIIIe siècle), la carte d'état-major (1820-1866) et les cartes ou photos aériennes de l'IGN pour la période actuelle (1950 à aujourd'hui).

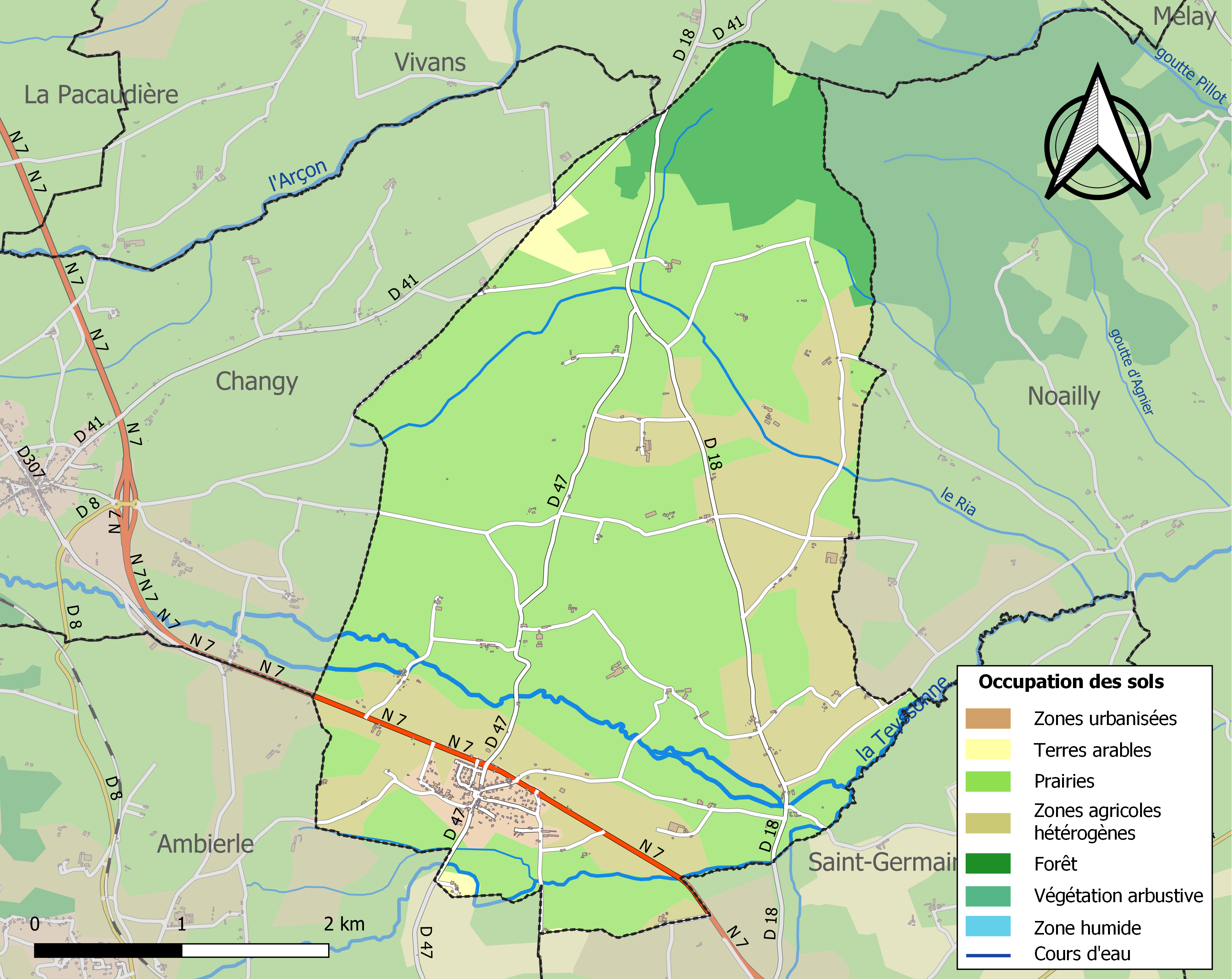
Carte des infrastructures et de l'occupation des sols de la commune en 2018 (CLC).

## Histoire
Depuis le 1er janvier 2013, la communauté de communes du Pays de la Pacaudière dont faisait partie la commune s'est intégrée à la communauté d'agglomération Roannais Agglomération.
Dans son livre consacré au Forez, Félix Thiollier précise que Saint-Forgeux-Lespinasse était situé en Bourgogne, du bailliage de Semur-en-Brionnais, de l’archiprêtré de Roanne et de l’élection de Dijon. Il précise que la commune était placée sous le patronage de saint Ferréol, ou Saint Forgeux, et qu’elle a joint à ce nom celui de l’Espinasse quand elle s’est accrue de la partie bourguignonne de cette dernière paroisse. Le bourg de Lespinasse, ville gauloise et ville romaine, est brûlé et détruit en 1589 par les reîtres protestants venant de Marcigny.

## Politique et administration
| Période                                  | Période   | Identité           | Étiquette | Qualité |
| ---------------------------------------- | --------- | ------------------ | --------- | ------- |
| Les données manquantes sont à compléter. |           |                    |           |         |
|                                          | Mars 2001 | Émile Lacour       |           |         |
| Mars 2001                                | Mai 2020  | Jean-Paul Berger   |           |         |
| Mai 2020                                 | En cours  | Jean-Marc Ambroise |           |         |

## Démographie
L'évolution du nombre d'habitants est connue à travers les recensements de la population effectués dans la commune depuis 1793. Pour les communes de moins de 10 000 habitants, une enquête de recensement portant sur toute la population est réalisée tous les cinq ans, les populations de référence des années intermédiaires étant quant à elles estimées par interpolation ou extrapolation. Pour la commune, le premier recensement exhaustif entrant dans le cadre du nouveau dispositif a été réalisé en 2005.

En 2022, la commune comptait 594 habitants, en évolution de −7,19 % par rapport à 2016 (Loire : +1,32 %, France hors Mayotte : +2,11 %).
| 1793 | 1800 | 1806 | 1821 | 1831 | 1836 | 1841 | 1846 | 1851 |
| ---- | ---- | ---- | ---- | ---- | ---- | ---- | ---- | ---- |
| 850  | 521  | 575  | 583  | 558  | 538  | 553  | 590  | 579  |

| 1856 | 1861 | 1866 | 1872 | 1876 | 1881 | 1886 | 1891 | 1896 |
| ---- | ---- | ---- | ---- | ---- | ---- | ---- | ---- | ---- |
| 600  | 599  | 619  | 671  | 687  | 665  | 671  | 699  | 667  |

| 1901 | 1906 | 1911 | 1921 | 1926 | 1931 | 1936 | 1946 | 1954 |
| ---- | ---- | ---- | ---- | ---- | ---- | ---- | ---- | ---- |
| 681  | 649  | 595  | 507  | 518  | 486  | 500  | 465  | 439  |

| 1962 | 1968 | 1975 | 1982 | 1990 | 1999 | 2005 | 2006 | 2010 |
| ---- | ---- | ---- | ---- | ---- | ---- | ---- | ---- | ---- |
| 468  | 437  | 385  | 404  | 416  | 416  | 477  | 477  | 538  |

| 2015 | 2020 | 2022 | - | - | - | - | - | - |
| ---- | ---- | ---- | - | - | - | - | - | - |
| 632  | 606  | 594  | - | - | - | - | - | - |

Les 586 habitants de la commune, au 31 décembre 2013, se répartissent en 229 de moins de 30 ans, 249 de 30 à 59 ans et 109 de 60 ans et plus.
Parmi les 346 personnes qui ont entre 15 et 64 ans. 76,4 % sont des actifs ayant un emploi, 5,6  % sont chômeurs, 7 % sont élèves ou étudiants, 7 % sont retraités ou préretraités et 4 % sont d’autres inactifs.
Les 267 personnes ayant ont un emploi sont pour 216 (80,9 %) des salariés et 51 (19,1 %) des non salariés.

## Logements
Le nombre de logements existants dans la commune en 2013 est de 247 ; 214 sont des résidences principales, 7 des résidences secondaires ou des logements occasionnels et 25 sont des logements vacants. Le nombre de maisons est de 234 et celui des appartements de 11.

## Écoles
L’école primaire de la commune comprend (en 2016-2017) 3 classes (une maternelle et deux élémentaires), pour 70 élèves environ.

## Économie et emploi

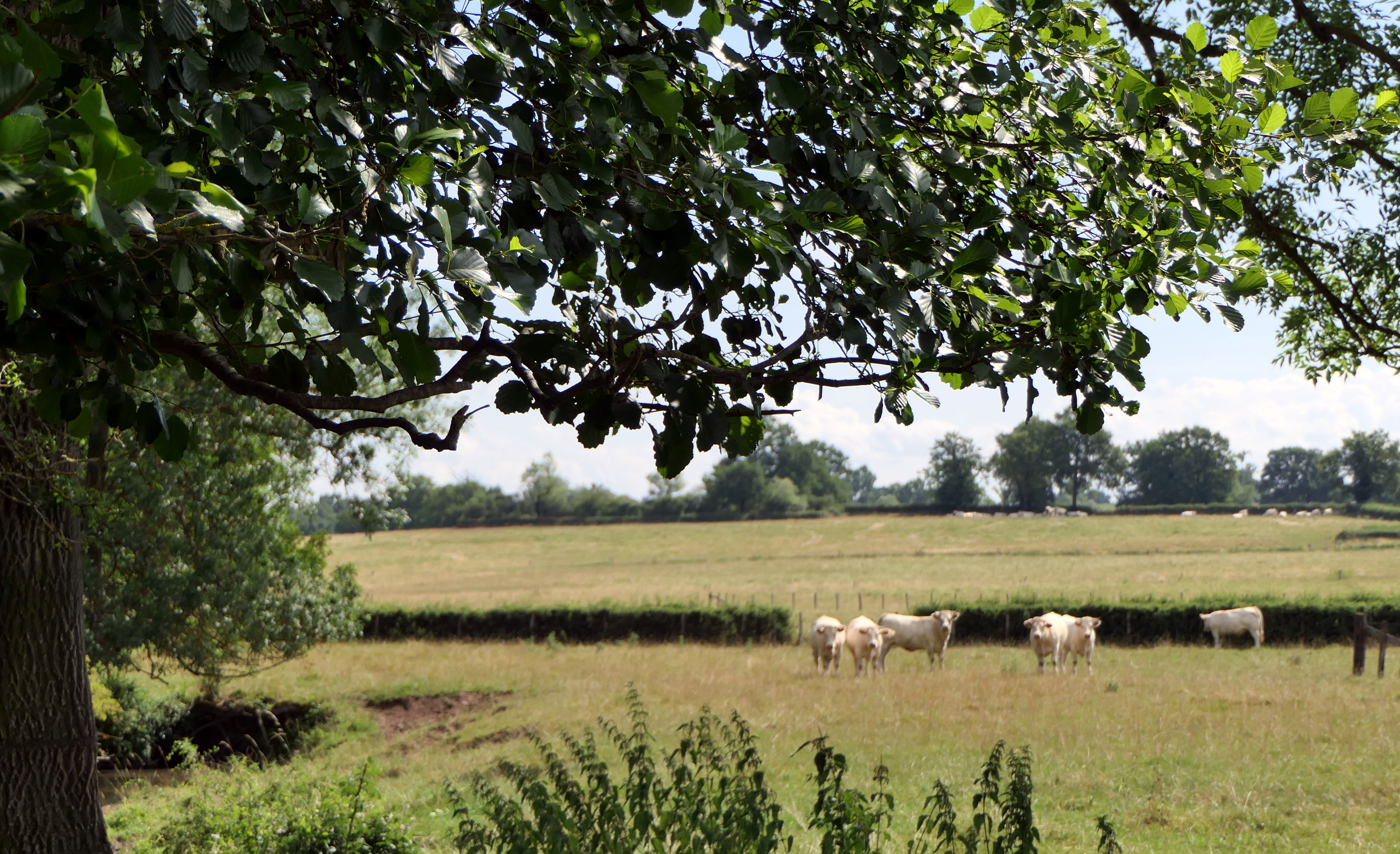
La race charolaise est très présente dans les élevages de Saint-Forgeux-Lespinasse

Le nombre d’emplois situés dans la commune est, en 2013, de 74 (85 en 2008), dont 245 emplois de salariés (75,4 %) et 80 de non salariés (24,6 %).
Sur le territoire communal il existe 59 établissements actifs :
- 19 appartiennent au secteur de l’agriculture (au total 1 salarié), 18 n’emploient aucun salarié,
- 4 sont du secteur de l’industrie et n’emploient pas de salarié
- 7 sont du secteur de la construction (au total 10 salariés) , 4 établissements n’emploient aucun salarié)
- 26 sont du secteur du commerce, des transports et des services divers (24 salariés au total), 22 n’emploient aucun salarié.
- 3 sont du secteur de l’administration publique, de l’enseignement, de la santé et de l’action sociale (10 salariés au total) 1 n’emploie aucun salarié.

## Culture locale et patrimoine

### Lieux et monuments
- Le donjon : un château féodal est construit, au XIIe siècle, au confluent de la rivière la Teysonne (ou Tessonne) et des ruisseaux Lyron et Jubilion. Il en reste le donjon, inscrit depuis 1949 sur la liste des monuments historiques[20].
- L'église Saint-Ferréol de Saint-Forgeux-Lespinasse : des travaux de rénovation ont mis en jour des fresques du XIVe siècle[21]..
- le château de Lespinasse : château renaissance, remanié en 1886.
- Le pigeonnier (hameau de Lespinasse) : Le plus ancien des pigeonniers-porches du Forez, avec un toit très pentu, date du XVIIIe siècle[22].
- Le moulin (hameau de Lespinasse) : les moulins sur la Teyssonne date du XIe siècle. L’Association de Sauvegarde des Moulins de la Loire fait le récit historique du moulin sur le site officiel de la commune.
- La forêt de Lespinasse : Constituée en majorité de chênes et de charmes, la forêt de Lespinasse est la plus grande forêt feuillue du département de la Loire[23], acquise en 1968

Les plus anciennes traces de la forêt remontent à deux mille ans. La superficie totale de la forêt de Lespinasse est de 622 hectares, dont 453 pour la propriété départementale (et 169 de propriétés pvivés). Elle s’étend sur trois commune : Noailly (410 ha), Saint-Forgeux-Lespinasse (128 ha) et Vivans (84 ha).

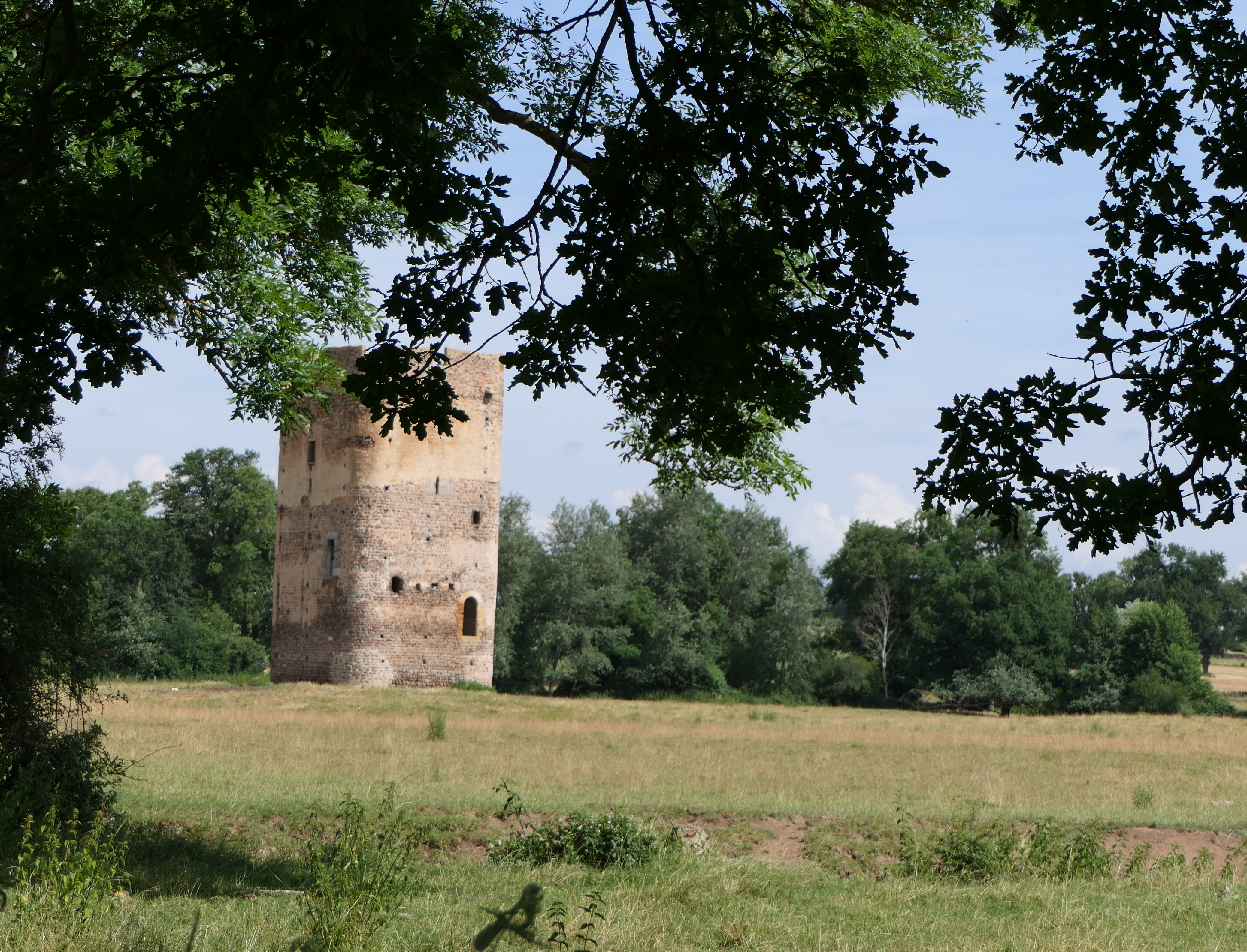
Le donjon (en 2017)
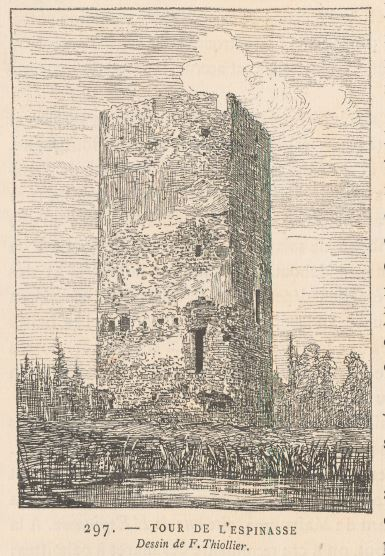
Le donjon dessiné par Félix Thiollier en 1889
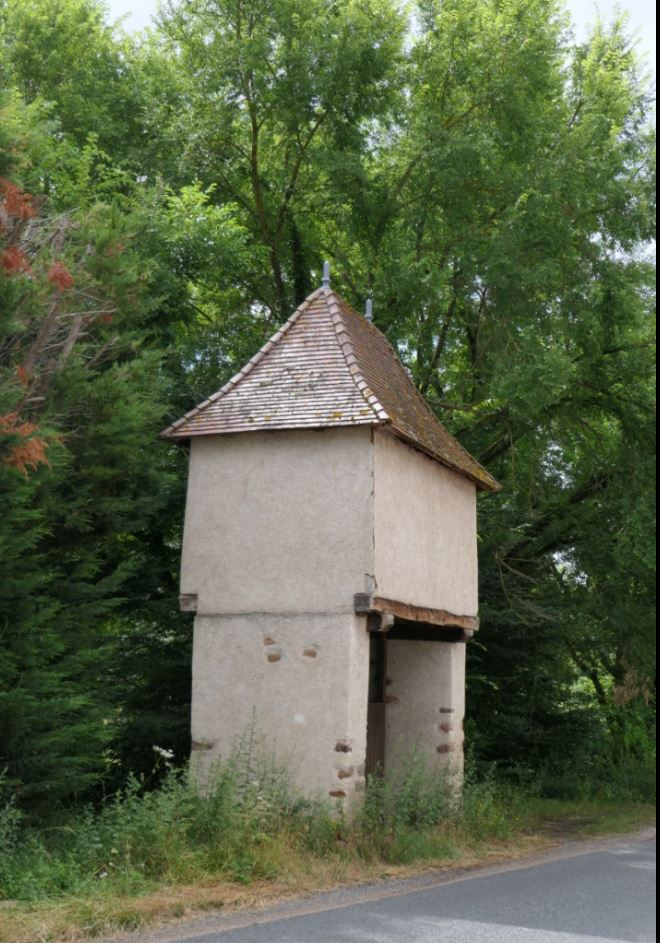
Le pigeonnier (hameau de Lespinasse)
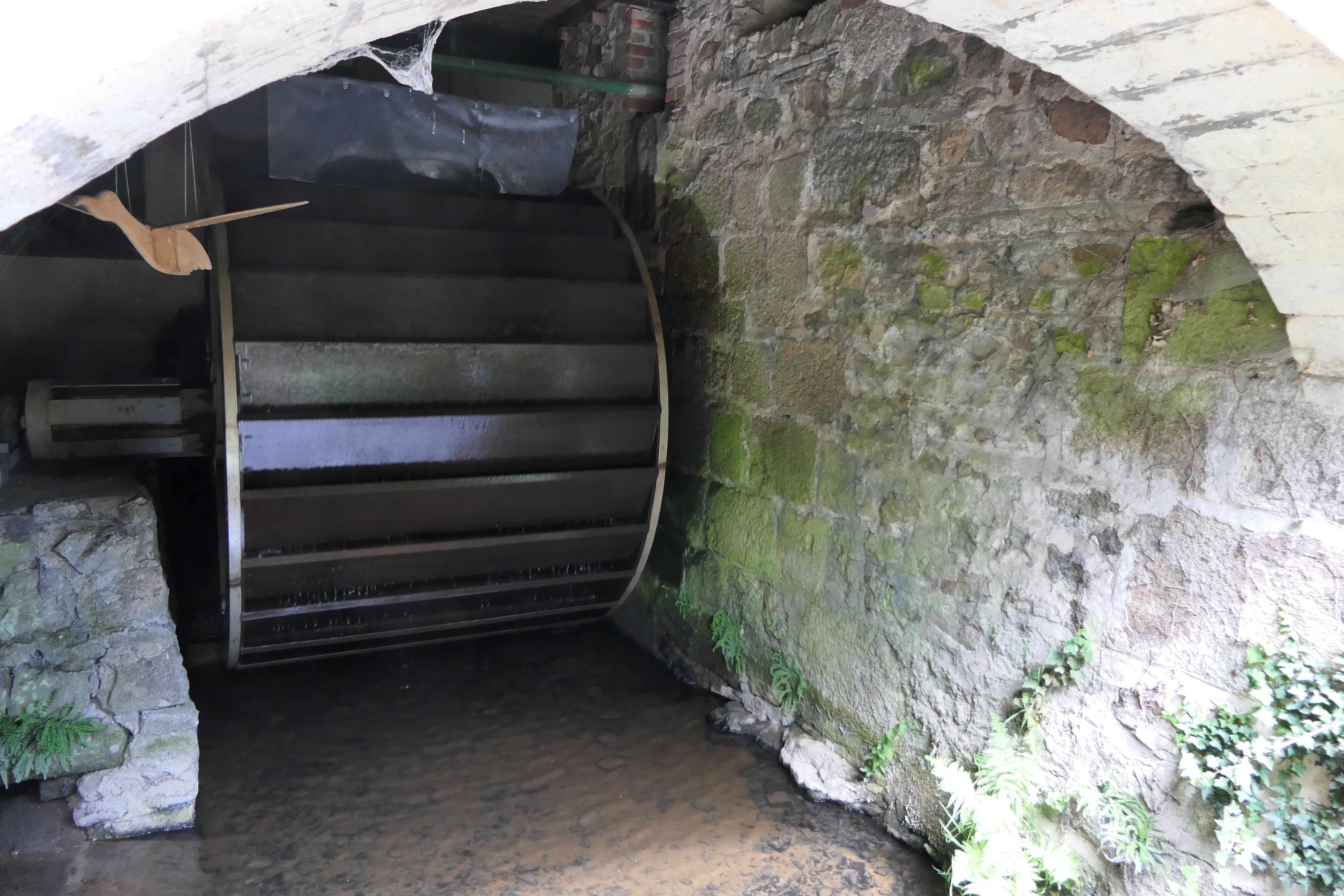
La nouvelle roue du moulin (2013)
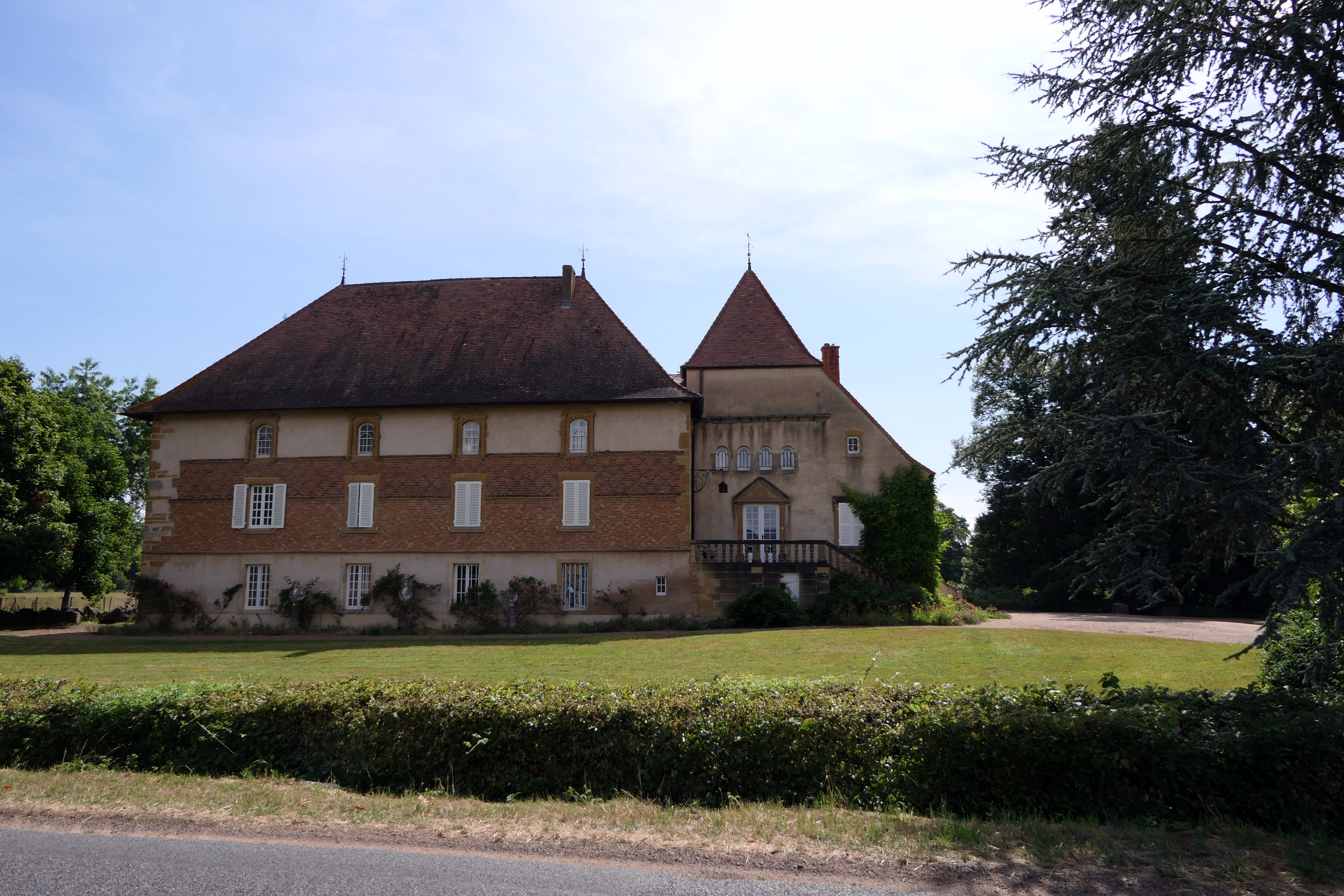
Le château de Lespinasse

### Héraldique
| Blason de Saint-Forgeux-Lespinasse | Blason  | Burelé de gueules et d'argent. |
| Blason de Saint-Forgeux-Lespinasse | Détails |                                |